# Het Dappere Broodroostertje
Het Dappere Broodroostertje, (Engels:The Brave Little Toaster) is een animatiefilm uit 1987, geregisseerd door Jerry Rees, geschreven door Thomas M. Disch, geproduceerd door Hyperion Pictures samen met Kushner-Locke Company en uitgegeven door Walt Disney Pictures (die ook de oorspronkelijke producenten waren). 
Het verhaal volgt vijf huishoudelijke apparaten – het broodroostertje, (Toaster, een broodrooster), Lampie (Lampy, een lamp), Dekie (Blanky, een elektrische deken), Radio (Radio, een kathodebuisradio) en Stoffie (Kirby, een Kirby stofzuiger) – op hun tocht om hun eigenaar, Rob (wordt vaak naar verwezen als "het baasje"), terug te vinden. De film was gebaseerd op het verhaal met dezelfde naam, geschreven door Disch, dat in 1980 in The Magazine of Fantasy and Science Fiction werd uitgebracht.

## Achtergronden
De film is bekend om zijn donkere ondertoon, hoewel deze wordt overschaduwd door het simpele gezellige gevoel dat wordt uitgestraald. 
In 1988 was het de eerste anime die te zien was bij het Sundance Film Festival, en de enige tot 10 jaar later I Married a Strange Person werd uitgebracht.
Twee van de stemacteurs, Jon Lovitz (Radio) en Phil Hartman (de airco en de hanglamp), waren in die tijd leden van Saturday Night Live en later gaststerren bij The Simpsons. Een andere, Thurl Ravenscroft (Stoffie), wordt veelal herinnerd als de stem van Tonie de Tijger, en enkele stemmen in andere klassieke Disney films.
Veel leden van Pixar waren betrokken bij deze film, zoals John Lasseter en Joe Ranft.

## Sequels
Er zijn twee vervolgfilms uitgebracht, namelijk Het Dappere Broodroostertje gaat naar Mars (Engels: The Brave Little Toaster Goes to Mars) in 1998, en Het Dappere Broodroostertje de redder in Nood (Engels: The Brave Little Toaster to the Rescue) in 1999. Deze films zijn niet chronologisch uitgebracht. De scènes uit De Redder in Nood vinden plaats voor de scènes uit Gaat naar Mars. 
In 2005 werd van de eerste film van Het Dappere Broodroostertje een tweede nasynchronisatie verzorgd, met o.a Angela Schijf als Broodroostertje en Carol van Herwijnen als Stoffie de stofzuiger.

## Rolverdeling
| Personage          | Originele stem                                   | 2e nasynchronisatie (2005)                              |
| ------------------ | ------------------------------------------------ | ------------------------------------------------------- |
| Broodroostertje    | Deanna Oliver                                    | Angela Schijf                                           |
| Dekie              | Timothy E Day                                    | Marjolein Algera                                        |
| Lampie             | Timothy Stack                                    | Henk Dikmoet                                            |
| Stoffie            | Thurl Ravenscroft                                | Carol van Herwijnen                                     |
| Radio              | Jon Lovitz                                       | Lucas Dietens                                           |
| Airco              | Phil Hartman                                     | Jan Nonhof                                              |
| Mish Mash          | Judy Toll                                        | Nathalie Haneveld                                       |
| Plugsy             | Jim Jackman                                      | Marcel Jonker                                           |
| Computer           | Randy Bennett                                    | Wiebe-Pier Cnossen                                      |
| Zwart, Wit TV      | Jonathan Benair Louis Conti (Spaanse commentaar) | Leo Richardson Olaf Wijnants (Spaanse commentaar)       |
| Rob                | Wayne Kaatz                                      | Marcel Maas                                             |
| Chris              | Colette Savage                                   | Marloes van den Heuvel                                  |
| Moeder             | Mindy Stern                                      | Hymke de Vries                                          |
| Overige Personages | Timothy Stack Joe Ranft Randall William Cook     | Hein van Beem Niki Romijn Marlies Somers Sander de Heer |